# Kingston (londýnský obvod)
Městská část Kingston, oficiální název Royal Borough of Kingston upon Thames, je městským obvodem na jihozápadě Londýna a je součástí Vnějšího Londýna. Je nejstarším královským obvodem (royal borough) v Anglii a Walesu.
Městská část vznikla v roce 1965 a zahrnuje bývalé části Royal Borough of Kingston upon Thames a Malden and Coombe a Surbiton ze Surrey.
Hlavním město obvodu Kingston, rozkládající se na březích Temže na jihozápadě Londýna, má staletou, pokud ne tisíciletou, historii. Nejstarší známé pozůstatky osídlení jsou staré 300 000 let. V okolí města bylo nalezeno i mnoho stop osídlení Římany.

## Obvody městské části
- Berrylands
- Chessington
- Coombe
- Kingston upon Thames
- Kingston Vale
- Malden Rushett
- Motspur Park
- New Malden
- Norbiton
- Old Malden
- Surbiton
- Tolworth

## Historie
Kingston byl významný už ve středověku tím, že zde proběhla korunovace sedmi anglosaských králů.
| Jméno                                   | Rok |
| --------------------------------------- | --- |
| Eduard I. Starší (syn Alfréda Velikého) | 900 |
| Ethelstan                               | 925 |
| Edmund I.                               | 939 |
| Edred                                   | 946 |
| Edwy                                    | 956 |
| Eduard II. Mučedník                     | 975 |
| Ethelred II.                            | 979 |

V Kingstonu je dosud připomínka těchto událostí – korunovační kámen, u kterého panovníci seděli, když byli korunováni. Mince z dob vlády každého krále z výše uvedeného seznamu je vložena v podstavci tohoto kamene, který nyní stojí poblíž místního úřadu – Guildhall.

## Moderní Kingston
Současný Kingston těží z toho, že je zde jedno z nejlepších nákupních středisek mimo centra Londýna, s různými typy pouličních obchodů a velkého množství soukromých butiků a malých krámků.
Nejznámějším obchodem v obvodu je Bentalls, založený Frankem Bentallem v roce 1867 na Clarence Street, kde (kompletně renovovaný) stojí dodnes.
Poblíž Kingstonu mezi Kingstonem, Richmondem a Roehamptonem je Richmond Park, jeden z nejstarších královských parků.